# 신수원
신수원(1967년 ~ )은 대한민국의 여성 영화 감독이며, 전직 교사다.

## 학력사항
- ~ 2002 한국예술종합학교 영상원
- ~ 1990 서울대학교 독어교육과 학사

## 필모그래피
- 이제 난 용감해질거야 (연출)
- 가족시네마 (연출)
- 명왕성 (영화) (각본, 연출)
- 가족시네마 - 순환선 (연출, 각본)
- 엄마의 꿈 (연출)
- 마돈나 (영화) (연출, 각본)
- 푸른소금 (각색)
- 유리정원 (연출, 각본)
- 젊은이의 양지 (연출, 각본, 제작)

## 수상내역
- 2010년 제23회 도쿄국제영화제 아시아영화상
- 2010년 제11회 전주국제영화제 JJ-Star상
- 2012년 제6회 시네마디지털서울 무비꼴라쥬상
- 2012년 제65회 칸영화제 카날플뤼스상
- 2013년 제63회 베를린국제영화제 수정곰상 특별언급상
- 2013년 제11회 피렌체 한국영화제 심사위원상
- 2016년 제3회 들꽃영화상 극영화 감독상 《마돈나》
- 2022년 제58회 대종상 영화제 대종이 주목한 시선상 《오마주》